# 인천항보안공사
인천항보안공사(仁川港保安公社, Incheon Port Security)는 항만공사법에 의거 인천항만공사가 100% 출자하여 2007년 11월 20일 설립한 자회사로 정부로부터 항만관리법인으로 지정받아 인천항 및 국제여객터미널 시설의 보호, 질서유지 등의 경비,보안 업무를 수행하는 해양수산부 산하의 기타공공기관이다. 소재지는 인천광역시 중구 서해대로 365 (항동7가)이다.

## 주요기능 및 역할
- 인천항(신설항 포함) 항만시설의 보호, 질서유지 등을 위한 경비보안
- 인천항국제여객터미널 시설의 보호, 질서유지 등을 위한 경비보안
- 경비업(특수경비업,시설경비업)
- 경비구역을 출입하는 인원 및 차량의 출입통제 및 검색업무
- 국제항해 선박 및 항만시설의 보안에 관한 법률에 의거 위탁받은 업무
- 대테러 관련 법률에 의거 위탁 받은 업무
- 민간개장 부두 운영사가 위탁하는 부두시설의 경비,보안

## 기관 연혁
- 2007.11.20 인천항만보안주식회사 설립 (자본금: 5억원, 인천항만공사 1인 주주)
- 2007년 11월 29일: 항만관리법인 지정 (항만법 제88조)
- 2007년 12월 .17일: 특수경비업 허가
- 2008년 1월 1일: 영업개시
- 2008년 1월 30일: 기타공공기관 지정 (기획재정부 고시)
- 2008년 10월 1일: 국제여객선 승선자 보안검색 수행
- 2009년 11월 19일: 시설경비업 허가

## 조직

### 사장

#### 감사실

##### 경영본부
- 경영기획팀
- 운영지원팀

#### 보안본부
- 항만보안팀
- 터미널보안팀
- 보안교육대